# يوتا تسونامي
يوتا تسونامي (باليابانية: 都並 優太) (20 يناير 1992 في طوكيو في اليابان – )؛ هو لاعب كرة قدم ياباني سابق كان يلعب كمدافع.

## وصلات خارجية
- يوتا تسونامي على موقع رابطة كرة القدم اليابانية للمحترفين (اليابانية)
- يوتا تسونامي على موقع قاعدة بيانات كرة القدم.إي يو (الإنجليزية)
- يوتا تسونامي على موقع Soccerway.com (الإنجليزية)